# Girabola de 2023-24
O Girabola de 2023–2024 o principal campeonato da primeira de divisão do futebol angolano apesar de suspensões de equipas e adiamentos por parte da Federação Angolana de Futebol, finalmente arrancou no passado mês de outubro de 2023.
O Atlético Petróleos de Luanda, é o campeão em título e já soma 17 troféus. No total, 30 equipas irão lutar pelo troféu.